# جایزه آنا پولیتکوفسکایا

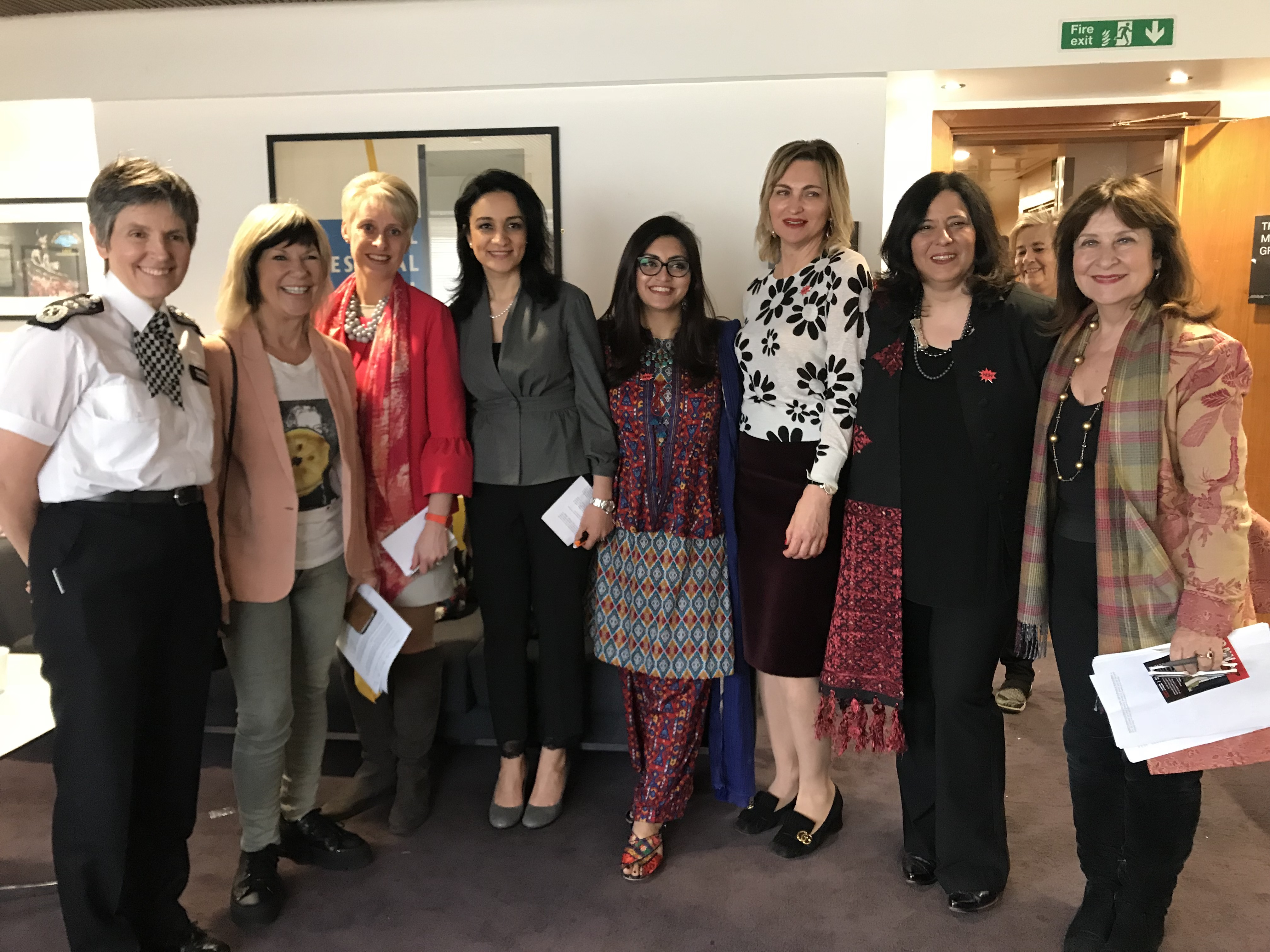
گلالی اسماعیل از پاکستان برنده جایزه آنا پولیتکوفسکایا در سال ۲۰۱۷را در رویداد ویژه ای که «نادیده گرفتن خاموش شدن» در جشنواره واو زنان جهان- در جشنواره سلطنتی لندن در مارس ۲۰۱۸دریافت کرد، این جایزه توسط بارونس هلنا کندی اهدا گردید.

جایزه آنا پولیتکوفسکایا (انگلیسی: Anna Politkovskaya Award) در سال ۲۰۰۶ توسط سازمان بین‌المللی حقوق بشر، در گرامی‌داشت و احترام به روزنامه‌نگار فعال روسی که در ۷ اکتبر۲۰۰۶ به قتل رسید، اهدا می‌شود، پولیتکوفسکایا (۱۹۵۸–۲۰۰۶) را به خاطر گزارش‌هایی که در خصوص جنگ در چچن می‌نوشت خاموش کردند. این جایزه به مدافعان حقوق بشر در سراسر جهان تعلق می‌گیرد که در مناطقی که جنگ و درگیری وجود دارد کار می‌کنند و اغلب در معرض خطر پر ریسک جانی قرار دارند، این جایزه خدمات آن‌ها را گرامی می‌دارد. ماریانا کاتزاروا یک دوست و هم‌کار حقوق بشر پولیتکوفسکایا بود. در سال ۲۰۰۶ این روزنامه‌نگار و مدافع حقوق بشر در مناطق جنگی کوزوو، بوسنی و در ۲۰۱۶ وارد چچن شد، در بزرگداشت دهمین سالگرد قتل آنا پولیتکوفسکایا در چچن، یک جایزه ویژه دیگر برای این مدافع حقوق بشر از روسیه در سال ۲۰۰۹ در نظر گرفته شد، و اولین جایزه آنا پولیتکوفسکایا به برنده اول آن یعنی ناتالیا استمیرووا اهدا گردید که او هم در سال ۲۰۰۹. برای ایجاد صلح در مناطق درگیری و کمک به شهروندان به‌دام‌افتاده در میان نیروهای مسلح مخالف تلاش کرد. در سال‌های بعد این جایزه ویژه به والنتینا چرواتنکو که از سال ۱۹۹۰ در یک سلسله درگیری‌ها در اتحاد جماهیر شوروی سابق فعالیت داشت تعلق گرفت، در سال ۲۰۱۸ جایزه آنا پولیتکوفسکایا به بینالاکاشمی نپرام، یک نویسنده شجاع و نویسنده اهل ایالت مانیپور اهدا شد.

## جوایز

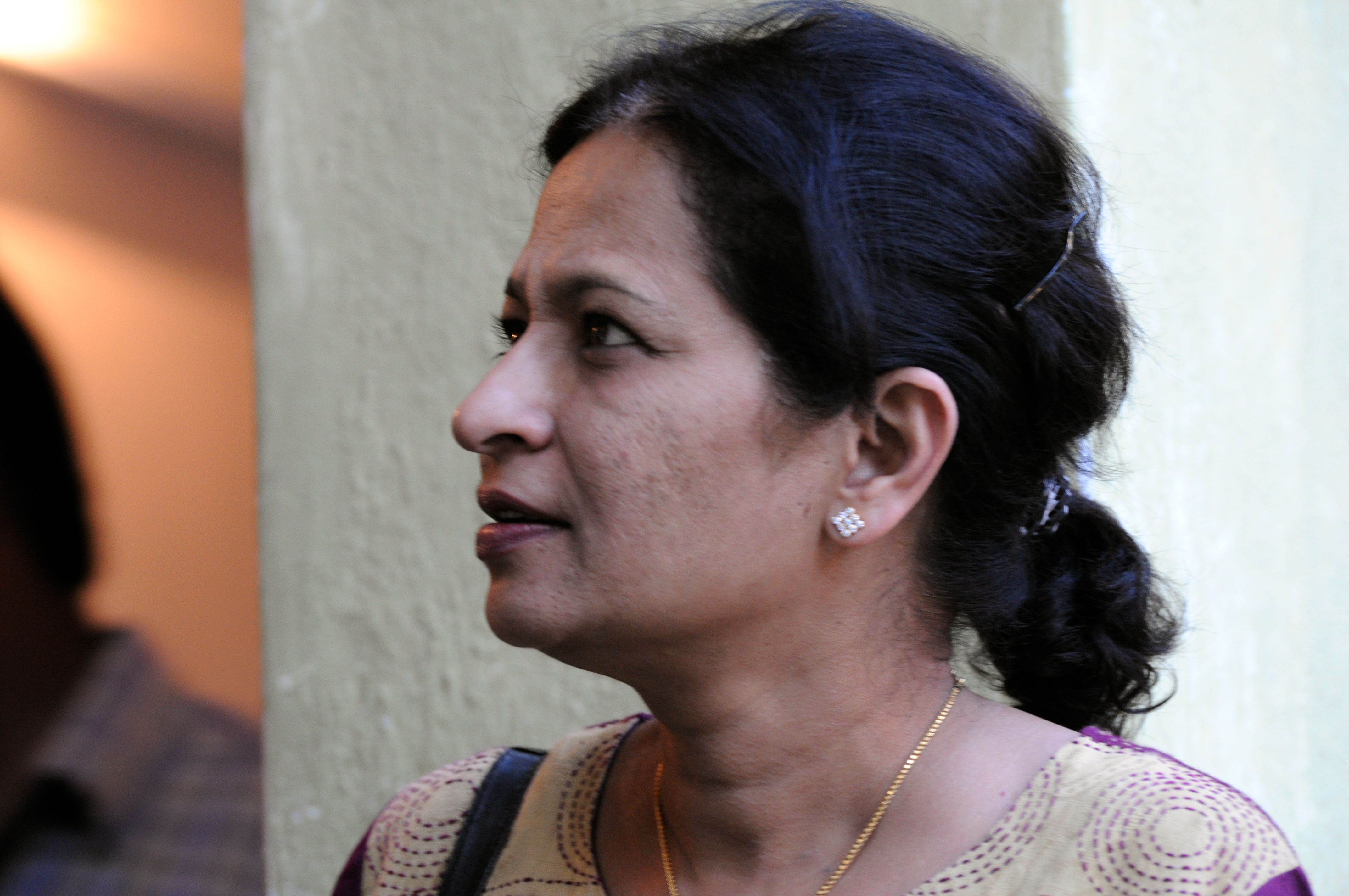
روزنامه‌نگار هندی گاوری لانکش، که توسط مهاجمان ناشناس در سال ۲۰۱۷کشته شد

- ۲۰۰۷: ناتالیا استمیرووا (۱۹۵۸–۲۰۰۹), روسیه/ چچن
- ۲۰۰۸: ملالی جویا (۱۹۷۸–), افغانستان
- ۲۰۰۹: ایران (وکیل حقوق بشر، لیلا علی کرمی این جایزه را به خاطر کمپین یک میلیون امضا به دست آورد)
- ۲۰۱۰: حلیمه بشیر، سودان/ دارفور
- ۲۰۱۱: رزان زیتونه (۱۹۷۷–), سوریه
- ۲۰۱۲: ماری کالوین (۱۹۵۶–۲۰۱۲), ایالات متحده
- ۲۰۱۳: ملاله یوسف‌زی (۱۹۹۷–), پاکستان
- ۲۰۱۴: فیان دخیل (۱۹۷۱–), عراق
- ۲۰۱۵: خلود ولید (۱۹۸۴–), سوریه
- ۲۰۱۶: جنت بدویا لیما (۱۹۷۴–), کلمبیا و به ویژه جایزه ۱۰ ساله برای والنتینا چرواتنکو (۱۹۵۶–), روسیه
- ۲۰۱۷: گلالی اسماعیل (۱۹۸۶–), پاکستان[۴] و گاوری لانکش (۱۹۶۲–۲۰۱۷), هند[۵]
- ۲۰۱۸: سوتلانا الکسیویچ (۱۹۴۸-), و بلاروس بینالاکاشمی نپرام، هند[۶]